# Infiniti QX60
Der Infiniti QX60 ist ein seit 2012 gebautes siebensitziges Sport Utility Vehicle von Infiniti. Zuerst wurde die Modellreihe als Infiniti JX vermarktet und erhielt wie alle Infiniti-Modelle im Sommer 2013 einen neuen Namen. Die Produktion erfolgt im Nissan-Werk Smyrna (Tennessee) in den Vereinigten Staaten, wo auch der Hauptabsatzmarkt der Baureihe ist und ab der zweiten Generation auch in China.

## QX60 (Typ L50, 2012–2021)
Im April 2012 startete der Verkauf des Mittelklasse-SUV in den Vereinigten Staaten und wenig später in ganz Nordamerika.
Die Plattform stammt vom Nissan Murano, jedoch in verlängerter Version. Diese Version der Plattform ist auch Basis des 2013 gestarteten Nissan Pathfinder.
Als Antrieb verfügt der QX60 über einen 3,5-Liter V6 VVTE Benzinmotor mit einer Variablen Ventilsteuerung. Die Leistung beträgt 198 kW (265 PS) und wird mittels CVT-Getriebe im Normalfall an die Vorderräder abgegeben. Ein elektronisch gesteuerter Allradantrieb verteilt bei Bedarf die Kraft auch auf die Hinterräder oder auf einzelne Räder. 
Die Ausstattung ist reichhaltig mit unter anderem Xenon-Scheinwerfern mit integrierten Nebelscheinwerfern, 4 -Kanal-ABS, LED Bremsleuchten hinten, Bremsassistent, ESP und AFS, automatisch auslösender Notruf bei einer Kollision, Bose Soundsystem mit 13 Lautsprechern, Festplatte, integriertem Navigationssystem und geschwindigkeitsabhängiger Lautstärkeregelung, Drei-Zonen-Klimaautomatik und Einparkhilfe mit Around View Monitor. 
Je nach Markt und Ausstattungslinie sind auch klimatisierte Sitze vorne und hinten, Audio-Streaming über Bluetooth Funktechnik, elektrisch verstellbare Sitze und ein 7-Zoll-DVD-Entertainment-System serienmäßig oder optional erhältlich. Das neue Around View Monitor-System mit einer auf dem Grill montierten Kamera ermöglicht eine 180 Grad Ansicht. Eine weitere Kamera ist am Seitenspiegel der Beifahrerseite montiert zur Verhinderung des Toten Winkel z. B. auf Parkplätzen.

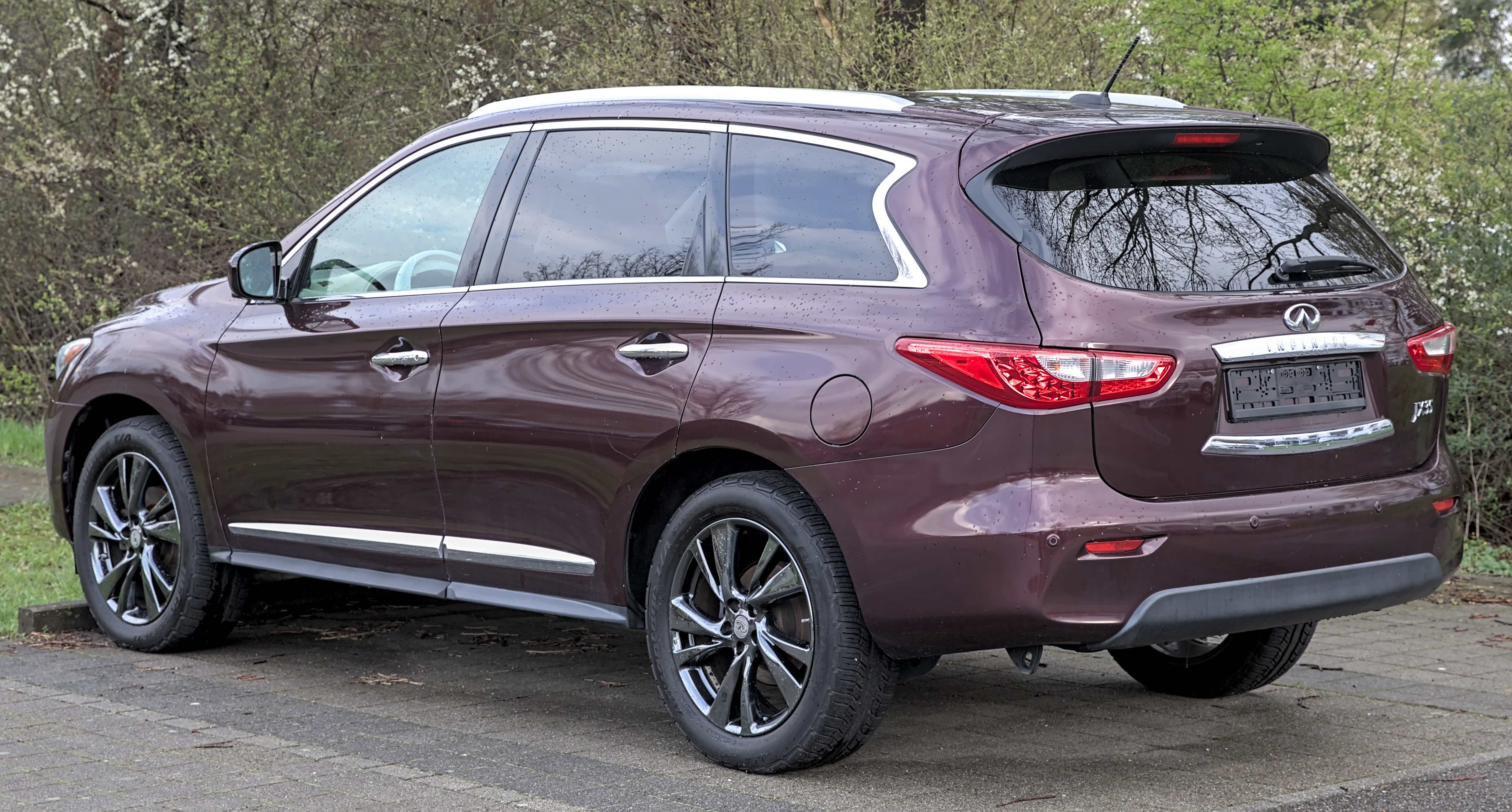
Heckansicht
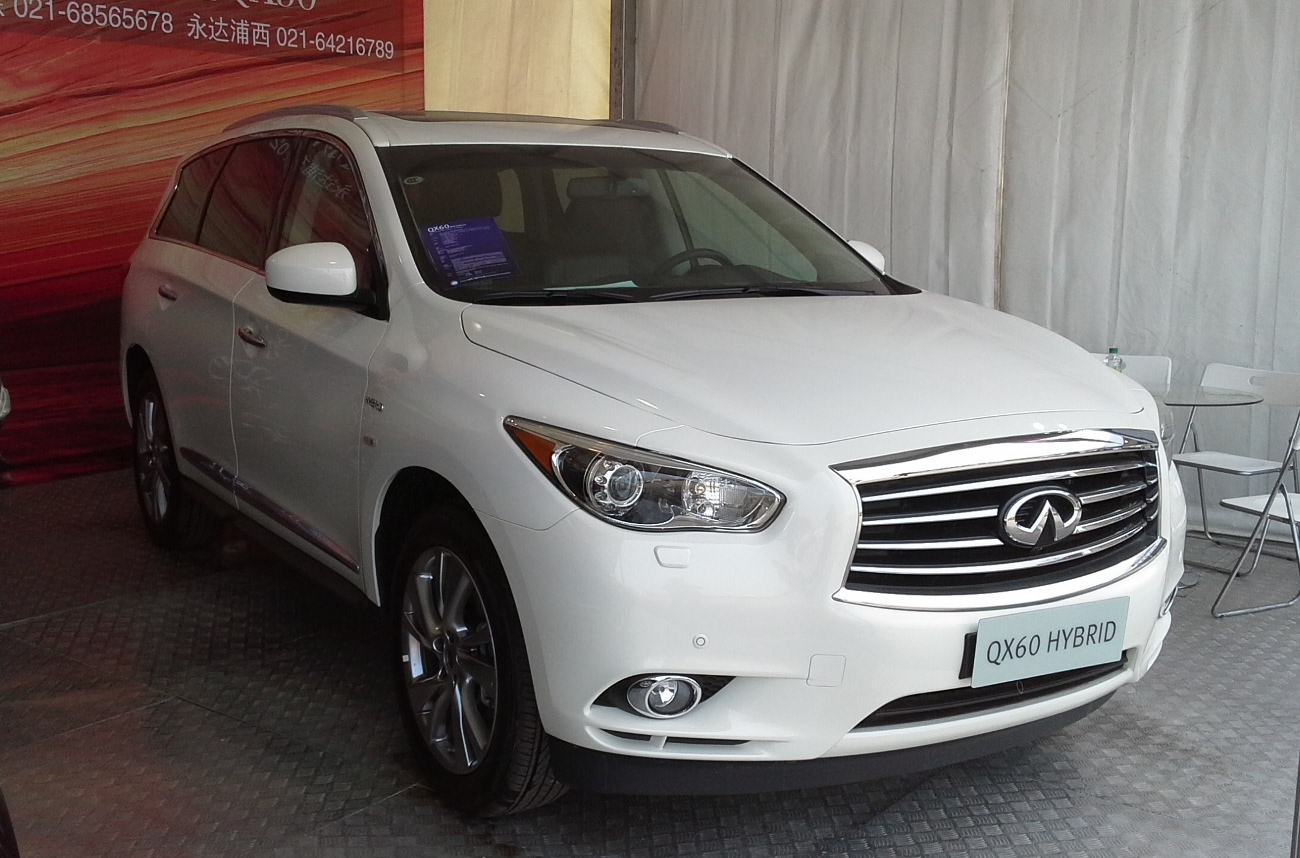
Infiniti QX60 (2013–2015)
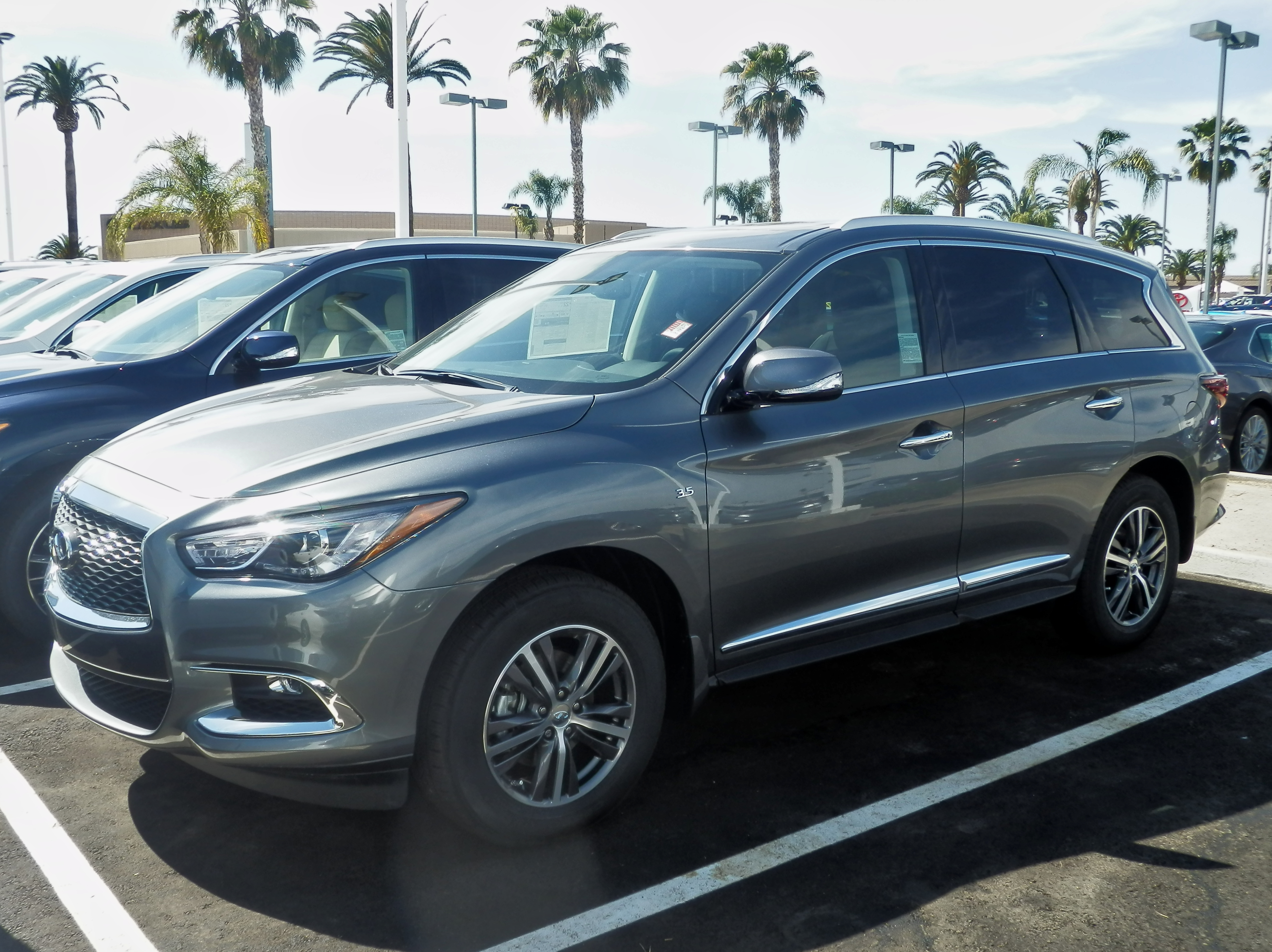
Infiniti QX60 (2015–2021)
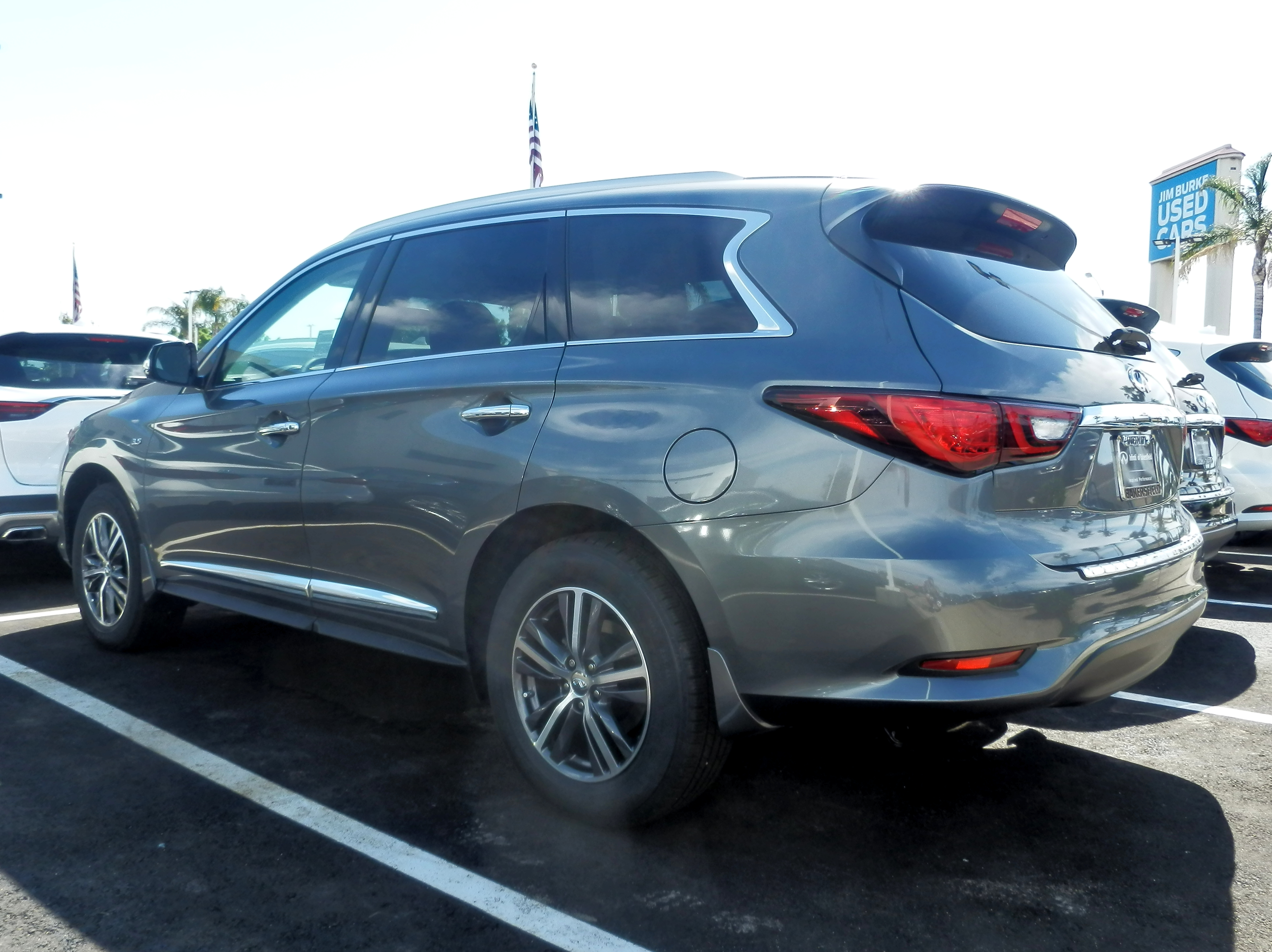
Heckansicht

### Technische Daten
| Kenngrößen                                  | 2.5 Hybrid                                  | 3.5                          | 3.5                          |
| Bauzeitraum                                 | 2012–2021                                   | 2012–2016                    | 2016–2021                    |
| Motorkenndaten                              |                                             |                              |                              |
| Motortyp                                    | R4-Ottomotor + Elektromotor                 | V6-Ottomotor                 | V6-Ottomotor                 |
| Hubraum                                     | 2488 cm³                                    | 3498 cm³                     | 3498 cm³                     |
| max. Leistung                               | 170 kW (231 PS) bei 5600/min + Elektromotor | 193 kW (262 PS) bei 6400/min | 208 kW (283 PS) bei 6400/min |
| max. Systemleistung                         | 184 kW (250 PS)                             | —                            | —                            |
| max. Drehmoment                             | 330 Nm bei 3600/min + Elektromotor          | 334 Nm bei 4400/min          | 350 Nm bei 4800/min          |
| max. Systemdrehmoment                       | 368 Nm                                      | —                            | —                            |
| Kraftübertragung                            |                                             |                              |                              |
| Antrieb, serienmäßig                        | Allradantrieb                               | Vorderradantrieb             | Vorderradantrieb             |
| Antrieb, optional                           | —                                           | Allradantrieb                | Allradantrieb                |
| Getriebe, serienmäßig                       | Stufenloses Getriebe                        | Stufenloses Getriebe         | Stufenloses Getriebe         |
| Messwerte                                   |                                             |                              |                              |
| Höchstgeschwindigkeit                       | 190 km/h                                    | 190 km/h                     | 190 km/h                     |
| Beschleunigung, 0–100 km/h                  | 8,6 s                                       | 8,4 s                        | 8,2 s                        |
| Kraftstoffverbrauch auf 100 km (kombiniert) | 8,5 l Super                                 | 10,7 l Super                 | 10,5 l Super                 |

## QX60 (Typ L51, seit 2021)
Die zweite Generation wurde am 23. Juni 2021 präsentiert. Das Fahrzeug wurde zuvor durch das Konzeptfahrzeug QX60 Monograph angekündigt und zusammen mit dem Nissan Pathfinder des Typs R53 entwickelt. Die bisherige Plattform wurde weiterentwickelt und durch zusätzliche hochfeste Stähle und andere Materialien ausgestattet, um für mehr Steifigkeit zu sorgen. Für den chinesischen Markt wird die Baureihe seit Ende 2021 in Xiangyang gefertigt. Diese Version ist knapp zehn Zentimeter länger. Eine optisch überarbeitete Version der Baureihe präsentierte Infiniti im Mai 2025 für den nordamerikanischen Markt.
Das Fahrzeug verwendete in Nordamerika zunächst den gleichen Antriebsstrang wie die Vorgängergeneration und der Pathfinder, den 3,5-Liter-V6-Ottomotor VQ35DE, der mit einem 9-Gang-Automatikgetriebe von ZF gekoppelt ist und das stufenlose Getriebe ersetzt. Der im Infiniti leicht optimierte Motor leistet 220 kW (299 PS) und 366 Nm Drehmoment. Der Frontantrieb ist serienmäßig, ein aktualisiertes Allradsystem mit Direktkupplung ist optional erhältlich. Durch einen verbesserten Getriebeölkühler, einer integrierten Anhängerkupplung, einer auf Anhänger abgestimmten Stabilitätsprogrammierung und speziellen Vorverkabelungen können mit bis zu 2722 kg um 20 Prozent höhere Anhängelasten gezogen werden als beim Vorgängermodell. Auf dem chinesischen Markt übernimmt ein aufgeladener 2,0-Liter-R4-Ottomotor mit variabler Verdichtung den Antrieb. Er hat eine maximale Leistung von 185 kW (252 PS) und ein maximales Drehmoment von 376 Nm. Im Sommer 2024 löste dieser Motor auch in Nordamerika den 3,5-Liter-Benziner ab.
Die zweite Generation ist ein Siebensitzer mit einer zweistufigen Rückbank, die in der Mitte Platz für eine Ablagebox oder ein optionales Paar Einzelsitze bietet.

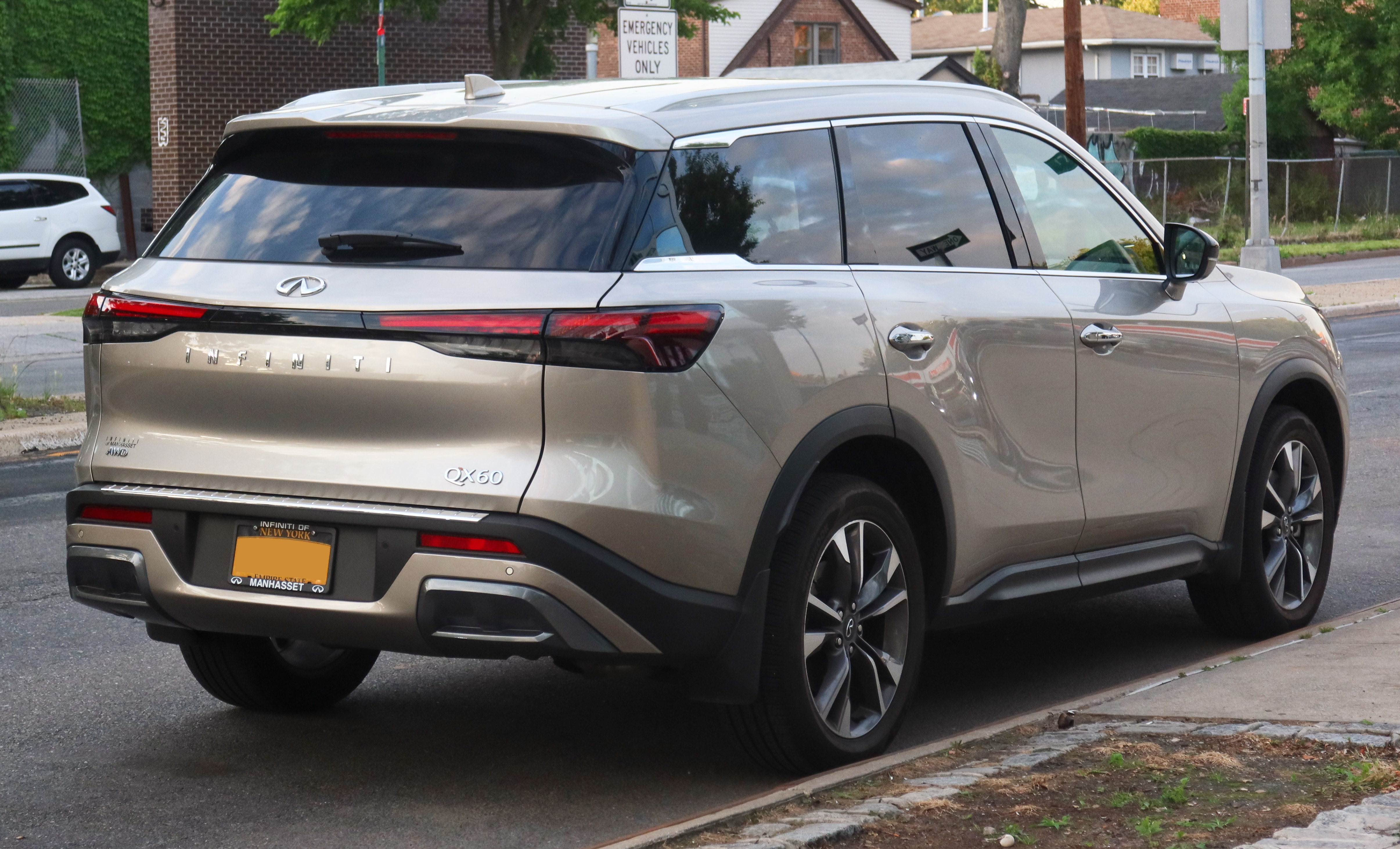
Heckansicht
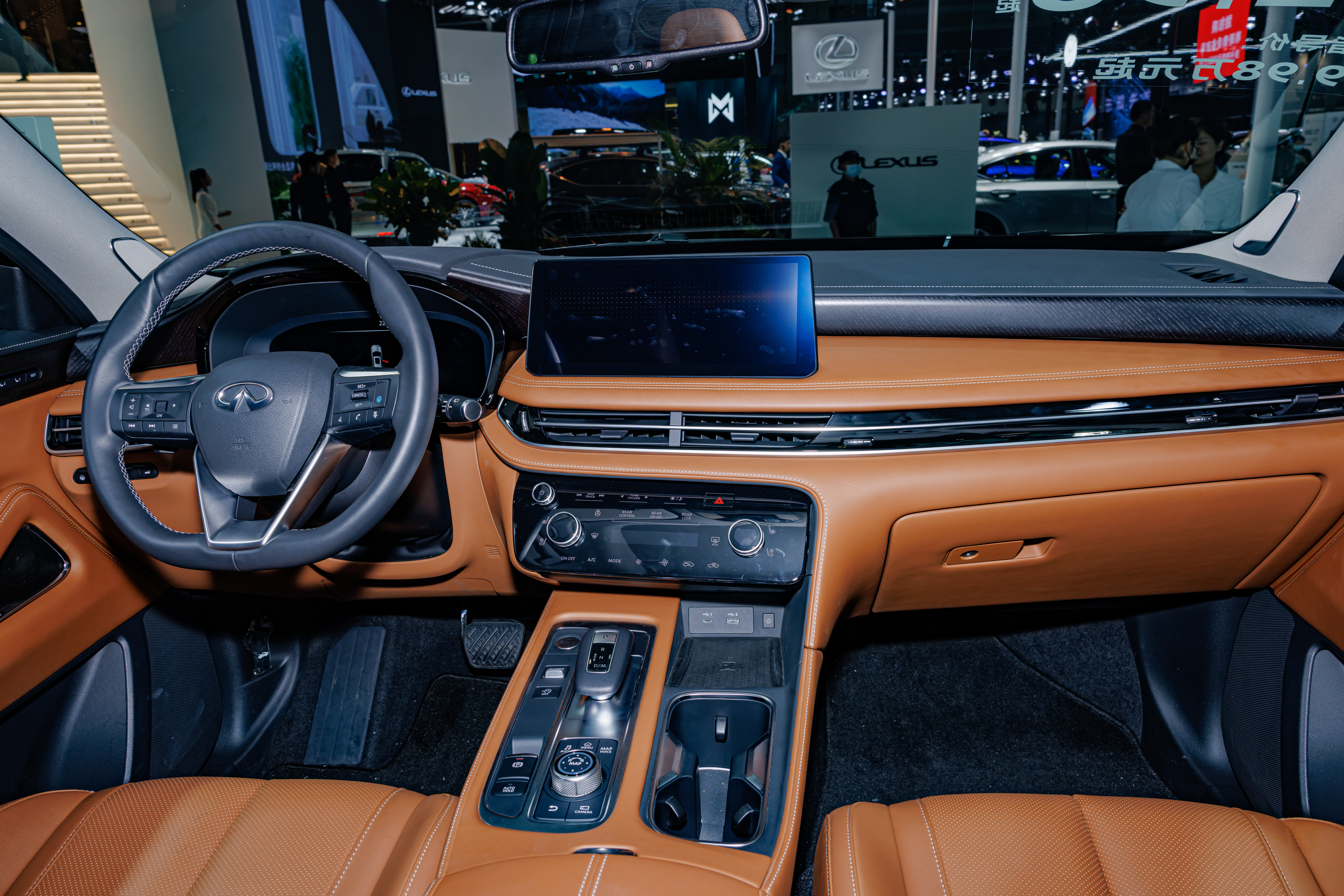
Innenansicht

### Technische Daten
| Kenngrößen                                  | 2.0T                         | 2.0T                         | 3.5                          |
| Markt                                       | China                        | Nordamerika                  | Nordamerika                  |
| Bauzeitraum                                 | seit 12/2021                 | seit 07/2024                 | 07/2021–07/2024              |
| Motorkenndaten                              |                              |                              |                              |
| Motortyp                                    | R4-Ottomotor                 | R4-Ottomotor                 | V6-Ottomotor                 |
| Hubraum                                     | 1970–1997 cm³                | 1970–1997 cm³                | 3498 cm³                     |
| max. Leistung                               | 185 kW (252 PS) bei 5600/min | 200 kW (272 PS) bei 5600/min | 220 kW (299 PS) bei 6400/min |
| max. Drehmoment                             | 376 Nm bei 4400/min          | 388 Nm bei 4400/min          | 366 Nm bei 4800/min          |
| Kraftübertragung                            |                              |                              |                              |
| Antrieb, serienmäßig                        | Vorderradantrieb             | Vorderradantrieb             | Vorderradantrieb             |
| Antrieb, optional                           | Allradantrieb                | Allradantrieb                | Allradantrieb                |
| Getriebe, serienmäßig                       | 9-Gang-Automatikgetriebe     | 9-Gang-Automatikgetriebe     | 9-Gang-Automatikgetriebe     |
| Messwerte                                   |                              |                              |                              |
| Höchstgeschwindigkeit                       | 190 km/h                     | k. A.                        | k. A.                        |
| Beschleunigung, 0–100 km/h                  | k. A.                        | k. A.                        | k. A.                        |
| Kraftstoffverbrauch auf 100 km (kombiniert) | 9,6–9,8 l Super              | 9,8 l Super                  | 10,2–10,7 l Super            |